# Quinto Hortênsio
Quinto Hortêncio ou Quinto Hortênsio (m. 287 a.C.; em latim: Quintus Hortensius) foi um político da gente Hortênsia da República Romana nomeado ditador em 287 a.C..

## Terceira secessão da plebe
Os plebeus, pressionado por seus credores patrícios, resolveram se separar da cidade de Roma e se reuniram no Janículo. Hortêncio então foi nomeado pelo senado para resolver a crise. Ele passou uma lei, conhecida como Lei Hortência, pela qual as resoluções do conselho da plebe obrigavam todos os cidadãos, sem a necessidade de aval prévio do senado (auctoritas patrum). Outra lei, conhecida como Lex Hortensia de nundinis, passada na mesma época, declarava que os dias de feira (nundinae) seriam dies fasti (dias nos quais transações legais podiam ser feitas), ajudando muito os que viviam fora da cidade, tipicamente agricultores, que podiam ser processados se vendessem seus produtos nos dias proibidos (dies nefasti). Finalmente, ele estabeleceu um trinudinium como o prazo necessário entre a promulgação e a proposição de uma lei pela assembleia das centúrias.
Acredita-se que ele teria morrido ainda na função, o que o torna, se for verdade, um dos dois únicos ditadores a morrerem no cargo na história de Roma, o outro sendo Júlio César.